# ピストンバルブ
ピストンバルブ（英語: piston valve）とは、ピストンがシリンダー内を移動することによって流体の移動を制御するバルブである。少ない作動力で比較的高圧の流体を制御することが可能である。

## 使用例
水洗式便所、ガソリンエンジン用のキャブレター、2ストローク機関の吸気と排気、蒸気機関、トランペット等の金管楽器等の分野で使用される。